# Roelands
Roelands is een plaats in de regio South West in West-Australië. Het ligt langs de South Western Highway, 165 kilometer ten zuiden van Perth, 23 kilometer ten oostnoordoosten van Bunbury en 26 kilometer ten noorden van Harvey. In 2021 telde Roelands 938 inwoners tegenover 811 in 2006.

## Geschiedenis
Ten tijde van de Europese kolonisatie leefden de Pindjarup Nyungah Aborigines in de streek.
In 1829 verkende Alexander Collie de naar hem genoemde rivier de Collie. In 1830 koos de eerste landmeter-generaal van de kolonie, John Septimus Roe, grond uit langs de rivier de Collie. Er was hem vanwege zijn financiële inbreng in de kolonie 20 km² grond toegekend.
Een spoorweg tussen Pinjarra en Picton Junction opende in 1893. Er werd een spoorwegstation gebouwd in Roelands maar dat werd Collie genoemd naar de rivier. In 1899 werd de naam veranderd naar Roelands omdat er verwarring ontstond met Collie in de kolenvelden. In 1909 werd een schooltje opgericht in Roelands. Rond het schooltje werd in 1916 een privaat dorp opgericht. In 1963 werd, op vraag van de Shire of Harvey, Roelands officieel gesticht.
Van begin jaren 1940 tot in de jaren 1970 werden in de 'Roelands Mission' Aborigines weeskinderen, of kinderen die bij hun ouders werden weggehaald, ondergebracht. Een vijfhonderdtal kinderen hebben vele jaren van hun leven in de missie doorgebracht. Onder meer Doris Pilkington Garimara leefde er een tijd. De gronden van de missie werden in 2004 door de 'Indigenous Land Corporation' opgekocht voor AU$ 1,92 miljoen.

## 21e eeuw
Roelands maakt deel uit van het landbouwdistrict Shire of Harvey. Het 'Hope Christian College' is er gevestigd.

## Transport
Roelands ligt aan het kruispunt van de South Western Highway, die tussen Perth en Bunbury loopt, en de Coalfields Highway (State Route 107), die naar Collie, Darkan en Arthur River gaat.

## Klimaat
Roelands kent een warm mediterraan klimaat, Csa volgens de klimaatclassificatie van Köppen. De gemiddelde jaarlijkse temperatuur bedraagt 16,5 °C en de gemiddelde jaarlijkse neerslag ligt rond 876 mm.